# Dziesięć duchowych królestw
Dziesięć duchowych królestw (sfer, światów) – wierzenie buddyzmu głoszące istnienie dziesięciu stanów życia, którym podlegają wszystkie czujące istoty oraz których bezustannie doświadczają. 
Dziesięć duchowych królestw to część opisu wszechświata zawartego w kosmologii buddyjskiej. Składają się z sześciu niższych i czterech wyższych sfer. Niektóre szkoły buddyzmu definiują je jako dziesięć zewnętrznych płaszczyzn (planów, kontynentów) egzystencji, w których mogą rodzić się istnienia. Niekiedy używają określenia stanów umysłu, które mogą zmieniać się w zależności od zewnętrznych czy wewnętrznych uwarunkowań.

## Sześć królestw
Sześć królestw: Piekła, Głodu, Zwierząt, Gniewu, Człowieczeństwa i Niebo. Te sześć niższych sfer powstaje automatycznie jako odpowiedź na zewnętrzne otoczenie. Trzy kolejne to Nauka, Realizacja, Bodhisattwa, rozwijane w drodze poszukiwania, odkrywania i aspiracji. Sfera dziesiąta Stan Buddy jest światem czystego niezakłóconego szczęścia.

### Piekło
Piekło jest stanem krańcowej agresji, w którym jednostka nie doznaje wolności, ma bardzo mało energii życiowej (fizycznej czy mentalnej). Czuje się więźniem istniejącego stanu rzeczy, dominuje w niej złość, nienawiść, frustrującą wściekłość. W ekstremalnych przypadkach skłonna do destrukcji własnej lub wszystkiego wokół. Ucieczka stąd jest bardzo trudna, gdyż z reguły stan ten przybiera postać samonapędzającego się koła. (Pobyt w Piekle mierzony jest w kalpach). Niechęć do wchodzenia w ten stan stanowi dla ludzi potężny bodziec do czynienia wysiłku aby unosić się ponad niego w życiu codziennym. 

### Głód
Stan ten charakteryzuje żądza posiadania i ciągła niezaspokojona potrzeba kontrolowania działań innych, w celu zdobycia pokarmu, władzy, bogactwa, sławy czy przyjemności. Istota dręczona jest bezustannie przez łaknienie i niemożność, nawet jeżeli osiągnie cel, cieszenia się jego owocami. Dominuje tu zupełny brak silnej woli i lekceważenie wszystkiego co nie prowadzi do zaspokojenia własnej żądzy. 

### Królestwo Zwierząt
W królestwie tym rządzi instynkt, jednostka nie wie co to moralność. Żyje tylko dla chwili obecnej. Nie waha się zdobywać inne istnienia dla swoich prywatnych celów. Próbuje przyciągać uwagę silniejszych by mieć ich po swojej stronie. Stan ten charakteryzuje się brakiem dobrego osądu i motywacji. 

### Gniew (Chorobliwa zazdrość)
Stan, w którym jednostka zdominowana jest przez samolubne ego, współzawodnictwo, arogancję i potrzebę panowania nad wszystkim. Byt jest niewolnikiem własnej iluzji, postrzega siebie jako ważniejszego od innych. Sferę tę charakteryzuje postrzeganie wszystkich istnień jako potencjalnego zagrożenia. 

### Człowieczeństwo (Zapalczywy idealizm)
Stan, w którym świadomość i myślący umysł są najbardziej rozwinięte. Dominują tu ambitne pasje, wzorcowe role i abstrakcyjne idee. Wyróżnia się spośród wszystkich niższych królestw w podkreślaniu znaczenia i dostarczania motywacji do wykraczania poza cierpienie. Życie w tym stanie trwa krócej, w porównaniu do królestw Głodu i Nieba. Bez przyjmowania schronienia w Dharmie występuje niezwykle rzadko.

### Niebo (Zachwyt)
Stan przyjemności, w którym dążenia jednostki są zaspokojone i doświadcza ona krótkiego lecz intensywnego poczucia szczęścia, wprawdzie innego niż prawdziwe szczęście w Stanie Buddy. Stan ten jest tymczasowy i tak jak Człowieczeństwo, można go łatwo zakłócić nawet niewielką zmianą okoliczności. Sfera ta nieuchronnie przechodzi w niższą wraz z zanikiem zadowolenia. Charakteryzuje ją brak negatywnych emocji i mniejsza podatność na wpływy zewnętrzne. 
Większość czujących istot spędza swój czas poruszając się pomiędzy sześcioma sferami życia - od Piekła do Nieba. Zdominowane przez własne reakcje na czynniki zewnętrzne są bardzo podatne na wszystkie sześć niższych rzeczywistości. Stan emocjonalny w tych światach uzależniony jest zupełnie od czynników zewnętrznych. Tożsamość budują na odczuciach związanych ze światem zewnętrznym.

## Cztery szlachetne królestwa (Cztery wyższe sfery)
W kosmologii buddyjskiej część dziesięciu duchowych królestw, według tradycji Mahajany. Dominuje tu przekonanie, że człowiek musi podjąć wysiłek, aby do nich dotrzeć i że punktem wyjścia jest jego własne życie. 

### Nauka
Sfera nabywania umiejętności, trwałej prawdy i samodoskonalenia przez nauczanie innych. Aby osiągnąć tę rzeczywistość, istota musi najpierw chcieć zdobyć mądrość i osiągnąć wgląd w naturę wszystkich rzeczy takich jakimi są, w sposób wolny od iluzji. Charakteryzuje się szukaniem prawdy i mądrości na zewnątrz np. inni ludzie, wcześniej spisane informacje.

### Realizacja (Absorpcja)
Stan odkrywania prawdy poprzez własne obserwacje, wysiłek i koncentrację. Zwykle aby go osiągnąć musi najpierw zaistnieć świadomość, że czynniki zewnętrzne mają niższą wartość niż wewnętrzne jak np. własny umysł. Charakteryzuje dociekaniem prawdy i mądrości na drodze bezpośredniej percepcji wewnętrznej.
Nauka i Realizacja razem nazywane jako "dwa pojazdy" (wozy), zdominowane przez pragnienie pogłębiania mądrości i wewnętrznego wglądu. Ego jest tu nadal obecne, dopóki pragnienia kierunkowane są na siebie. 

### Bodhisattwa (Stan Bodhisattwy)
Stan dążenia do własnego oświecenia ale również poświęcenia się aby ulżyć w cierpieniu innym przez współczucie i prawdziwie altruistyczne działanie, np. pomaganie innym. Szczęście osiągane przez innych ma tu wyższą wartość niż szczęście wiążące się z korzyścią tylko dla siebie. 

### Stan Buddy
Najwyższe ze wszystkich Dziesięciu królestw. Świat czystego, niezniszczalnego szczęścia, które jest niezależny od okoliczności. Byt jest zupełnie wolny od iluzji, cierpienia, i złości. To stan zupełnej i absolutnej wolności, charakteryzują go nieograniczona mądrość, odwaga, współczucie i siły życiowe. Trudno oddać tę rzeczywistość, uzyskiwana jest przez percepcję wewnętrzną i Realizację. Stan ten wyróżnia brak przechodzenia w niższe poziomy bez względu na okoliczności zewnętrzne oraz niepoleganie na rzeczach zewnętrznych w osiąganiu szczęścia. Królestwo to manifestuje się pozornie poprzez działanie w stanie bodhisattwy.

## Interpretacja
Każde z dziesięciu królestw zawiera każdy ze stanów. Każdy stan może pojawiać się w innych w dowolnym momencie. Niektóre odłamy buddyzmu wierzą, że kiedy ludzie praktykują buddyzm Stan Buddy dominuje w ich życiu i działa jak rodzaj filtru, odsłaniając pozytywne aspekty dziewięciu światów od piekła do stanu bodhisattwy
Dziesięć duchowych królestw miesza się między sobą przy ponownym naradzaniu się do życia po śmierci. Rządzi tym prawo przyczyny i skutku (wybory poczynione w życiu) – karma.